# Hotine-Gletscher
Der Hotine-Gletscher ist ein 16 km langer Gletscher an der Graham-Küste des Grahamlands auf der Antarktischen Halbinsel. Durch Mount Cloos im unteren Abschnitt in zwei Ströme aufgeteilt mündet er mit westlicher Fließrichtung in die Deloncle- und die Girard-Bucht.
Teilnehmer der Belgica-Expedition (1897–1899) unter der Leitung des belgischen Polarforschers Adrien de Gerlache de Gomery kartierten ihn. Das UK Antarctic Place-Names Committee benannte ihn 1959 nach Martin Hotine (1898–1968), erster Leiter des britischen Directorate of Overseas Surveys.